# Příkop (geologie)
Příkop je v geologii a geografii označení pro výraznou podlouhlou depresi (brázda) na zemském povrchu. Jedná se buď o oceánské příkopy (např. Marianský příkop) vytvořené při subdukci anebo o příkopy na pevnině, které se v češtině označují jako příkopové propadliny nebo prolomy. Vznikají posunem zemských ker podél zlomů.

## Hlubokooceánský příkop

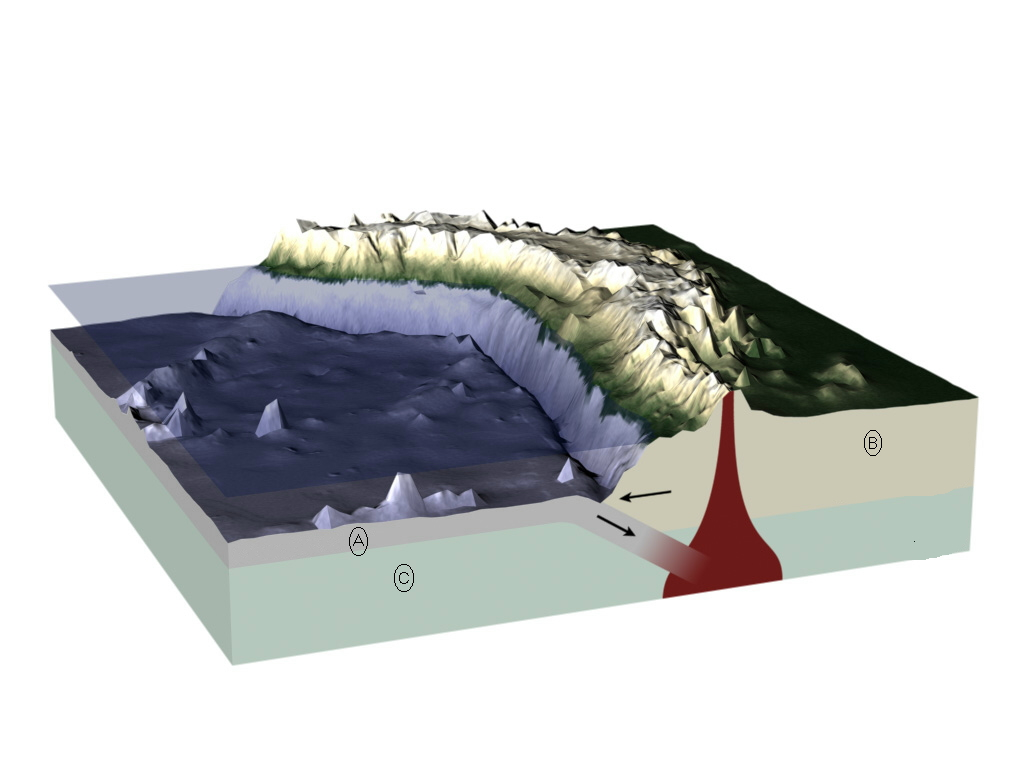
Vznik hlubokooceánského příkopu při subdukci

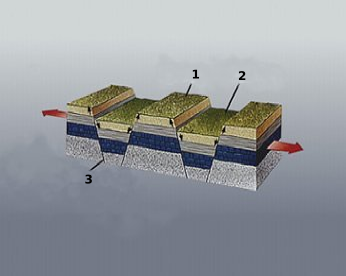
Vysvětlivky: 1 – hrásť, 2 – příkop, 3 – zlom

Podmořské (hlubokooceánské) příkopy doprovázejí subdukční zóny tektonických desek, kde se oceánská kůra noří pod pevninu nebo ostrovní oblouk a je pohlcována do pláště. Tím se na dně oceánu vytváří hluboká deprese. Příkop je vyplněn sedimenty.
Nejhlubší příkopy v jednotlivých oceánech:
- Tichý oceán – Marianský příkop (11 034 m), na subdukci Pacifické a Filipínské desky,
- Atlantský oceán – Portorický příkop (8648 m), na subdukci Severoamerické a Karibské desky,
- Indický oceán – příkop Diamantina (8047 m), jihovýchodní Indická pánev
- Severní ledový oceán – Litkeho příkop (5450 m).

## Příkop na pevnině
Příkopy (rifty) na pevninách (příkopové propadliny, prolomy) vznikají společně s hrástěmi pohyby zemských ker podél zlomů v důsledku tlaku při horotvorných procesech v okolních oblastech.
Příkopová propadlina (prolom, příkop) je zlomový systém, ve kterém je střední kra zemské kůry níže než kry postranní. Může být jednoduchá, která je omezená dvěma dislokacemi nebo stupňovitá, omezená více dislokacemi na každé straně. Velice rozsáhlé prolomy jsou označované jako rifty.
Význačné příkopové propadliny (prolomy) se nacházejí i v Českých zemích. Podkrušnohorský prolom se stal základem hnědouhelné pánve chebské, sokolovsko-loketské a duchcovsko-teplicko-chomutovské. Po uložení třetihorních vrstev se slojemi hnědého uhlí v něm nastaly ještě další poklesy příkopového rázu. Boskovická brázda je dlouhý příkopový prolom, který se táhne na západní Moravě ssv – jjz směrem od Boskovic k Oslavanům, kde vklesly permokarbonské vrstvy do starších, většinou krystalických hornin. Na západní straně hraničí perm (a karbon rosicko-oslavanský) s krystalickými břidlicemi Českomoravské vysočiny a na východě s brněnskou vyvřelinou. Význačnou příkopovou propadlinou, která se morfologicky projevuje zřetelně na povrchu zemském, je Moravská brána v údolí Bečvy a horní Odry. Vznikla na rozhraní mezi sudetskou soustavou a karpatským horstvem. Jižní část kamenouhelné pánve plzeňské je složitý prolom, který vznikl podél dvou systémů zlomů: východozápadního směru a severojižního směru. Jsou to dvě kolmo se protínající příkopové propadliny. Také jihomoravská neogenní pánev mezi Velkými Pavlovicemi a Hodonínem má příkopovou stavbu.
Významná evropská příkopová propadlina je rýnský prolom mezi Vogézami a Schwarzwaldem.
Největší na světě je příkopová propadlina východoafrická, která se táhne od Mrtvého moře v Palestině Rudým mořem do oblasti východoafrických jezer a končí až u ústí řeky Zambezi.

## Příklady
- Velká příkopová propadlina
- Jihočeské pánve
- Chebská pánev
- Rýnský příkop